# Болезнь Таруи
Болезнь Таруи, также гликогеноз VII типа — наследственное метаболическое заболевание типа гликогенозов, выражающееся в дефиците фермента фосфофруктокиназы в мышечной ткани. Болезнь названа в честь японского врача Сэйитиро Таруи, который впервые описал заболевание в 1965 году.
Болезнь наследуется по аутосомно-рецессивному типу; может поражать человека, а также других млекопитающих (особенно собак).

## Патофизиология
Фосфофруктокиназа — фермент-тетрамер, состоящий из трёх субъединиц: PFKL (печень), PFKM (мышцы), and PFKP (тромбоциты). Комбинация этих субъединиц зависит от типа ткани. При данном заболевании дефицит PFKM вызывает нарушение способности эритроцитов и скелетной мышечной ткани использовать углеводы (такие как глюкозу) для получения энергии. В отличие от большинства других гликогенозов, болезнь Таруи напрямую влияет на гликолиз. Мутация нарушает способность фосфофруктокиназы фосфорилировать фруктозо-6-фосфат, что в итоге предотвращает образование АТФ из АДФ. Это приводит к недостатку доступной энергии в мышцах во время физических нагрузок, что симптоматически выражается спазмами и болью.

### У человека
Причина заболевания — генетическая мутация. Поскольку болезнь наследуется по аутосомно-рецессивному типу, оба родителя должны быть носителями генетического дефекта. Главным фактором риска является наличие больных родственников. 
Было обнаружено несколько мутаций в гене PFKM, нарушающих его функцию. У больных в среднем наблюдается 50-65% общей функции фосфофруктокиназы по сравнению со здоровыми людьми.

### У собак
Болезнь Таруи у собак наблюдается в основном у английских спрингер-спаниелей и американских кокер-спаниелей, однако также была зафиксирована у уиппетов и немецких вахтельхундов. Беспородные собаки, происходящие от этих пород, также находятся в группе риска.
Дефицит фосфофруктокиназы, вероятно, вызывается нонсенс-мутацией в гене, кодирующем PFKM. Она приводит к образованию нестабильного белка, у которого отсутствует нормальная функция. Это приводит к практически полному отсутствию активности PFKM в скелетной мышечной ткани. В эритроцитах уровень активности фосфофруктокиназы составляет 10—20 % от нормального, в связи с более высокой пропорцией PFKM в этих клетках.

## Диагноз и лечение
Симптомы фосфофруктокиназной недостаточности схожи с симптомами многих других метаболических заболеваний, в частности недостаточности ферментов фосфоглицераткиназы, фосфоглицератмутазы, лактатдегидрогеназы, бета-енолазы и альдолазы A.

### У человека
Диагноз может быть поставлен с помощью биопсии мышечной ткани, для оценки избыточного накопления гликогена, которое вызывается нарушением гликолиза. Активность фосфофруктокиназы может быть измерена с помощью анализа крови, у больных активность фермента понижена. Также у пациентов может быть повышен уровень креатинкиназы.
Лечение обычно основывается на ограничении физических нагрузок во избежание мышечных спазмов и болей. Также рекомендуется избегать употребления углеводов.
Согласно одному из исследований, кетогенная диета улучшила состояние младенца с данным заболеванием. Логика подхода состоит в том, что диета с низким содержанием углеводов и высоким содержанием жиров заставляет организм использовать жирные кислоты в качестве основного источника энергии вместо глюкозы. Это позволяет обходить дефект фермента в гликолизе, что снижает воздействие болезни на энергетический обмен.
Также доступно генетическое исследование на наличие мутаций в соответствующих генах.

### У собак
Постановка диагноза у собак проводится сходным образом. В большинстве случаев измеряется активность фосфофруктокиназы в эритроцитах по результатам анализа крови. Также доступно ДНК-тестирование.
Лечение, как правило, состоит в ограничении физической активности собаки, избегании стрессов и высоких температур.